# Cume do Clube Atlântico

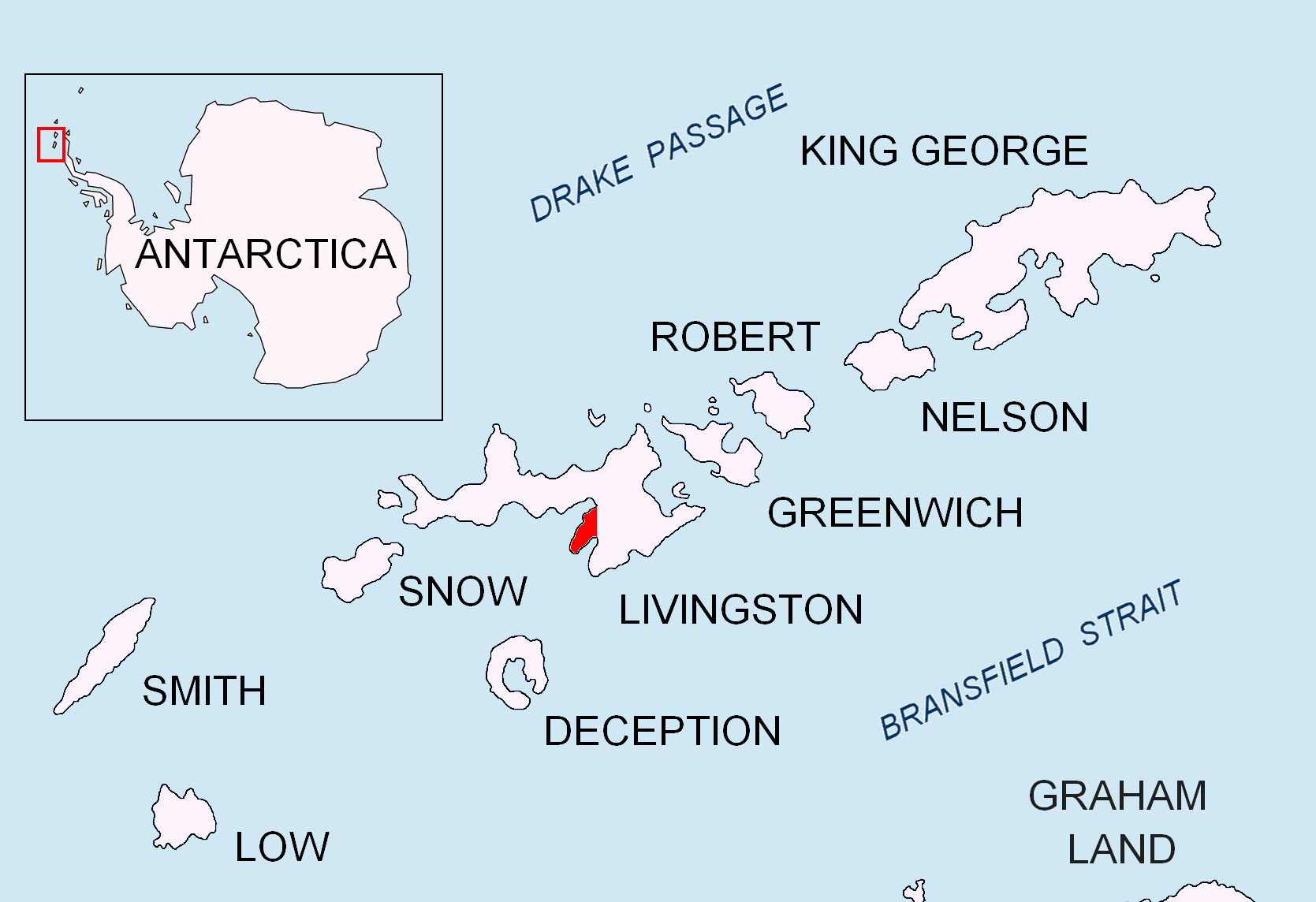
Localização da Península Hurd na ilha de Livinston, nas ilhas Chetland do Sul.

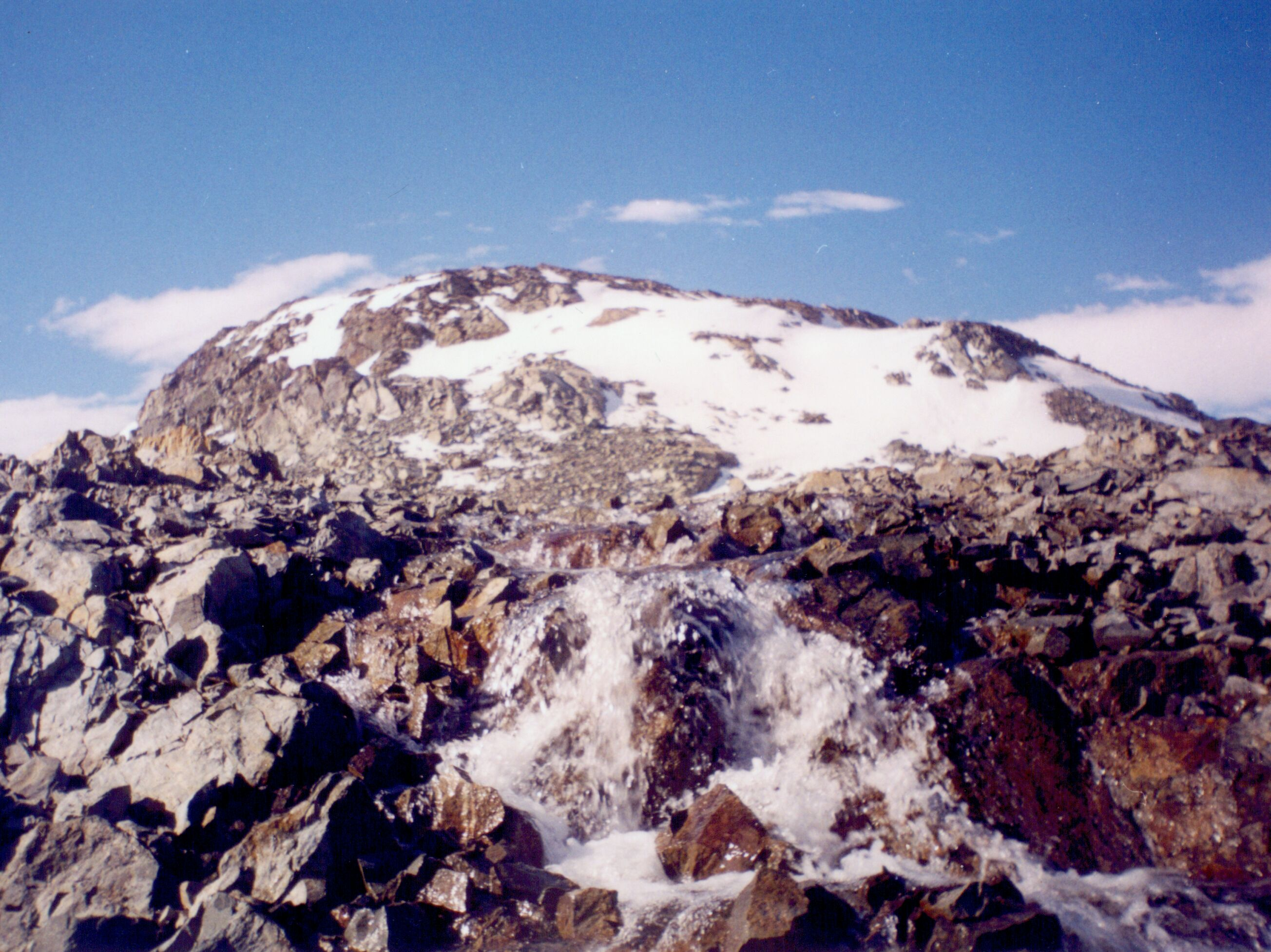
Cume do clube atlântico

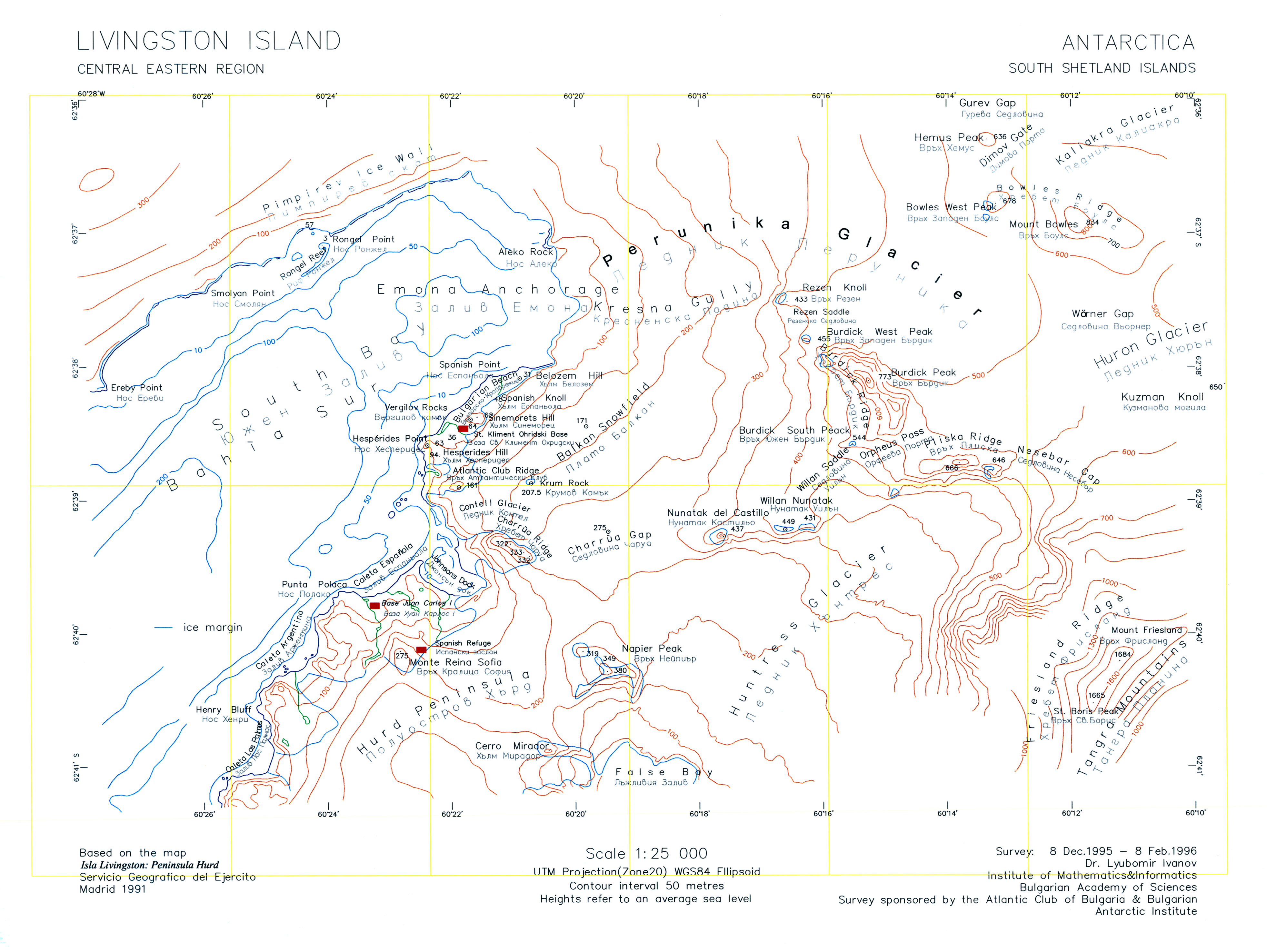
Mapa topográfico do centro-leste da ilha Livinston apresentando cume do clube atlântico.

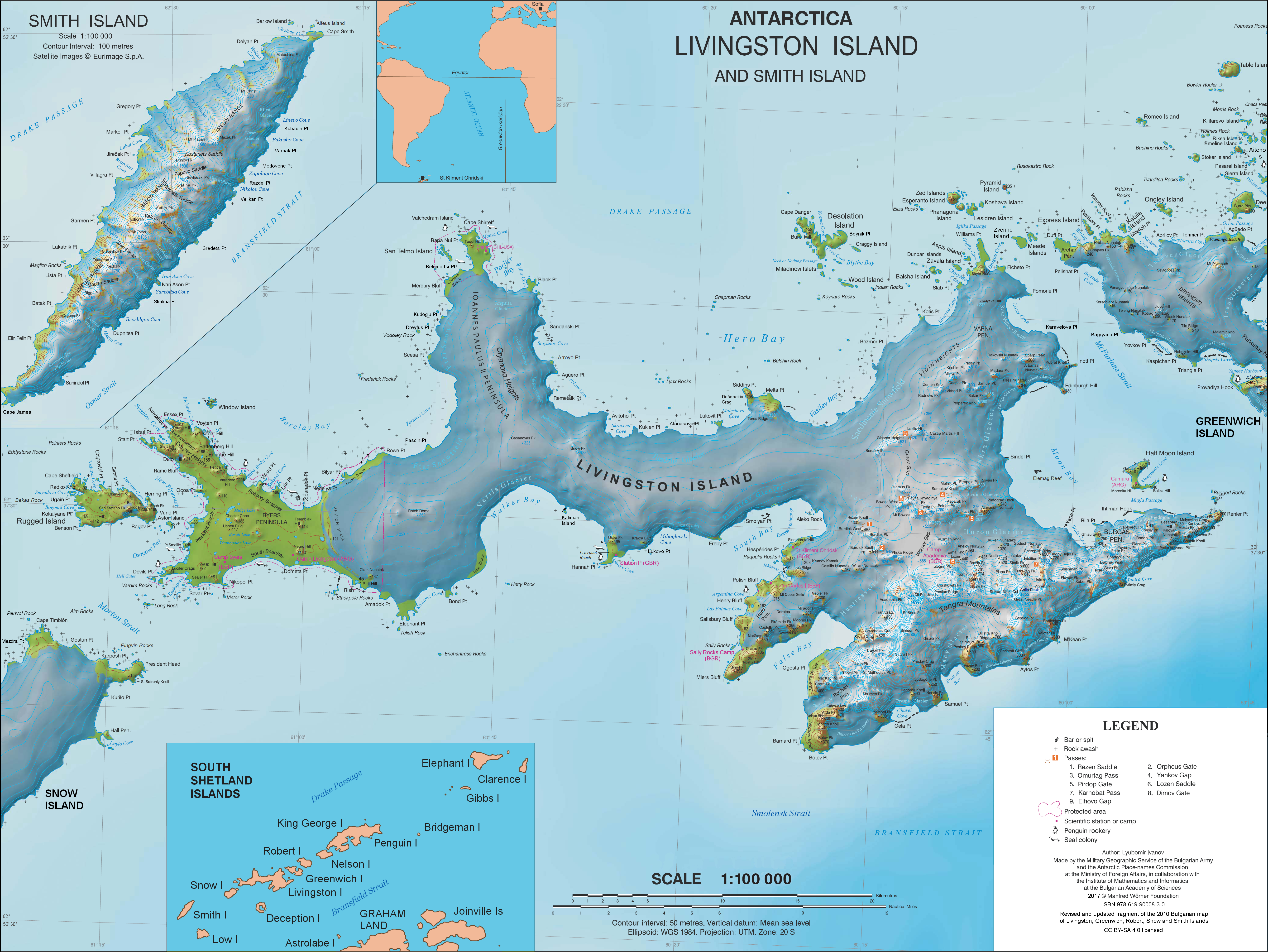
Mapa topográfico da ilha de Livinston e Smith.

The Atlantic Club Ridge ( em búlgaro:  връх Атлантически Клуб , IPA:  ) é uma cordilheira que se eleva para 161 m na Península Hurde, na ilha oriental de Livingston, na Antártica . A oeste, a cordilheira supera a costa da Baía Sul, ao norte de Doca dos Johnsons ; a sul, é delimitada pelo curso inferior da geleira Contell, com dois quilômetros de extensão; a leste, pelo sopé do campo de neve dos Balcans, subindo em direção a Krum e a noroeste por Mar leão tarn . O cume está livre de neve nos meses de verão.
As encostas íngremes do norte da cordilheira estão ligadas ao Monte Hesperides por uma sela de 52 m de altitude. O terreno rochoso mais alto no cume atlântico clube, bem como nas colinas que circundam a Praia da Bulgária, é conhecido por seus abundantes líquenes de crescimento espesso, enquanto as comunidades de musgo e capim antártico ( Deschampsia antarctica ) prosperam no solo rico em guano em topo de rochas maiores aos pés da colina em direção ao mar.
Em comemoração aos co-organizadores das campanhas antárticas búlgaras de 1993–94, 1994–95 e 1995–96, o nome Clube Atlântico foi originalmente aplicado em 1994 à geleira vizinha, mas devido à prioridade do nome espanhol existente (Glaciar Contell ), o nome foi posteriormente transferido para o atual.

## Localização
A característica é de 600 m de comprimento e 350 m de largura, tensão leste por nordeste para oeste por sudoeste, e situa-se no 62° 38′ 56″ S, 60° 21′ 54″ O 730 m a sudeste de Hespérides.
O cume foi mapeado em detalhes pelo Serviço Geográfico do Exército espanhol em 1991.

## Mapas
- Ilha Livinston: Península Hurde. Mapa topográfico de escala 1: 25000. Madri: Serviço Geográfico do Exército, 1991. (Mapa reproduzido na p.   16 do trabalho vinculado)
- LL Ivanov. Livinston: Região Centro-Leste . Mapa topográfico da escala 1: 25000. Sofia: Comissão Antártica de Nomes de Lugares da Bulgária, 1996.
- LL Ivanov et al., Antártica: Livingston Island e Greenwich Island, Ilhas Shetland do Sul (do Estreito Inglês ao Estreito de Morton, com ilustrações e distribuição de cobertura de gelo), mapa topográfico em escala 1: 100000, Comissão Antártica de Nomes de Lugares da Bulgária, Sofia, 2005
- LL Ivanov. Antártica: Ilhas Livinston e Greenwich, Robert, Snow e Smith. Escala 1: 120000 mapa topográfico. Troyan: Fundação Manfred Wörner, 2010. ISBN 978-954-92032-9-5 (Primeira edição de 2009. ISBN 978-954-92032-6-4 ISBN   978-954-92032-6-4 )
- Antártica, Ilhas Shetland do Sul, Ilha Livingston: Base Antártica Búlgara. Folhas 1 e 2. Mapa topográfico da escala 1: 2000. Agência de Geodésia, Cartografia e Cadastro, 2016. (em búlgaro)
- Banco de dados digital antártico (ADD). Escala 1: 250000 mapa topográfico da Antártica. Comitê Científico de Pesquisa Antártica (SCAR). Desde 1993, regularmente atualizado e atualizado.
- LL Ivanov. Antártica: Ilha Livingston e Smith . Escala 1: 100000 mapa topográfico. Fundação Manfred Wörner, 2017. ISBN 978-619-90008-3-0 ISBN   978-619-90008-3-0